# Mazda 323

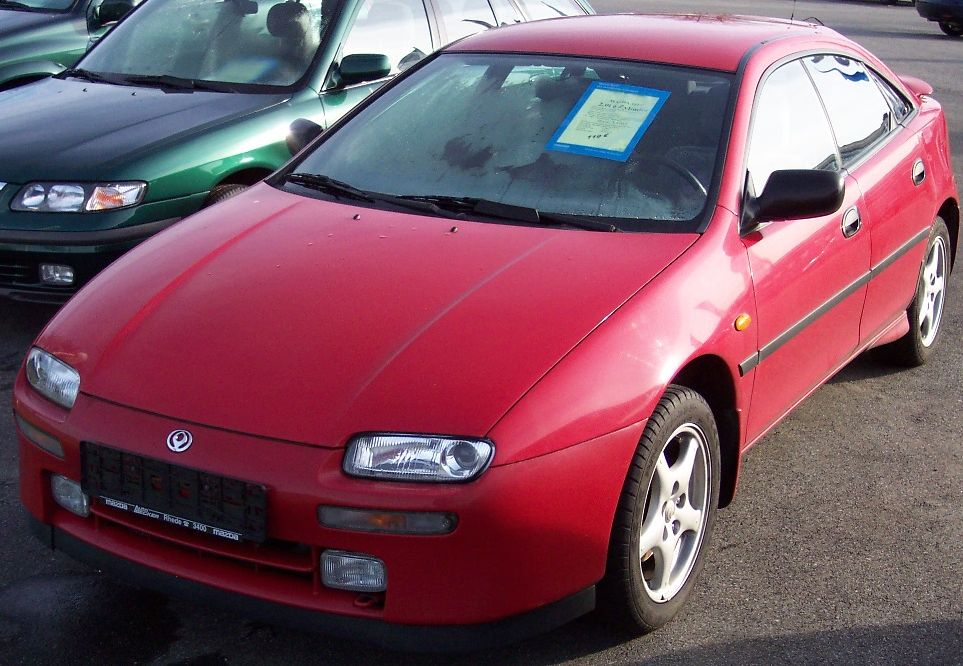
De Mazda 323F BA uit 1995

De Mazda 323 is een model auto van de Japanse autoconstructeur Mazda.
Er zijn zes generaties Mazda 323 verschenen tussen 1975 en 2003, waarna het model werd opgevolgd door de Mazda 3.
- Mazda 323 FA4 (1977 tot 1980): driedeurs, vijfdeurs, stationwagon 3- en 5-deurs
- Mazda 323 BD (1980 tot 1985): driedeurs, vierdeurs sedan, vijfdeurs
- Mazda 323 BF (1985 tot 1989): driedeurs, vierdeurs sedan, vijfdeurs, stationwagon
- Mazda 323 BG (1989 tot 1994): driedeurs, vierdeurs sedan, vijfdeurs (F)
- Mazda 323 BA (1994 tot 1998): driedeurs coupe, vierdeurs sedan, vijfdeurs (F); later aangevuld met een "gewone" driedeurs hatchback (model 323 P) die nog tot in het jaar 2000 werd gemaakt
- Mazda 323 BJ (1998 tot 2003): vierdeurs sedan, vijfdeurs fastbreak (F)

Hoewel de auto aanvankelijk vrij populair was, begon begin jaren 90 de populariteit af te nemen. Mazda besloot de typenaam 323 te laten vallen en bracht in 2003 de Mazda 3 op de markt. Aanvankelijk krabbelden de verkoopcijfers voor Mazda's model in de compacte middenklasse inderdaad iets op, maar in 2007 was het marktaandeel van het model weer vrijwel gehalveerd (van 0,63% naar 0,34%).
Concept-modellen:
Furai
Huidige modellen in Nederland:
2 ·
3 ·
6 ·
CX-3 ·
CX-30 ·
MX-30 ·
CX-5 ·
MX-5 ·
Huidige modellen internationaal:
BT-50 ·
Carol ·
CX-4 ·
CX-9 ·
E-Series ·
Scrum ·
Spiano ·
Titan ·
1960-1969
1000/1300 ·
1500 ·
B-Series ·
Carol ·
Cosmo ·
E360 ·
E-Series ·
R130 ·
R360
1970-1979
323 ·
626 ·
929 ·
Roadpacer ·
RX-2 ·
RX-3 ·
RX-4 ·
RX-5 ·
RX-7
1980-1989
121 ·
MPV ·
MX-6 ·
1990-1999
AZ-Offroad ·
AZ-Wagon ·
Demio ·
Laputa ·
MX-3 ·
Navajo ·
Premacy ·
Xedos 6 ·
Xedos 9
2000-2009
5 ·
Biante ·
CX-7 ·
RX-8 ·
Spiano ·
Tribute ·
Verisa ·